# 九九式攻擊機
九九式攻擊機（Ki-51，簡稱：九九襲）是日本帝國陸軍和在第二次世界大戰期間使用的對地攻擊機，後來衍生出戰術偵查用的機種九九式軍偵察機。本型機後來取代了九七式輕轟炸機及九八式輕轟炸機，成為日本陸軍對地攻擊及空中支援的主力。雖然制式名稱「九九式」與日本帝國海軍的九九式艦上轟炸機相似及同樣是單引擎轟炸機，然而這僅表示兩者於同一年獲日本軍方採用，由於兩者由日本陸軍和日本海軍各自提出開發，其技術規格、研發廠商及主要應用方式都不相同。

## 開發設計概要

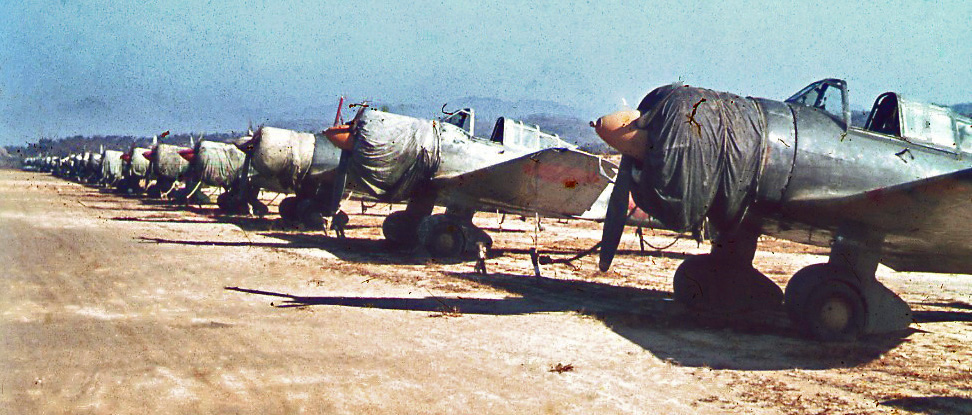
終戰後放置於韓國金浦機場的一批九九式（含偵察機種）

1937年（昭和12年），日本陸軍對三菱重工提出了Ki-51軍用偵察機的開發概要，並於1938年下令開始進行試作。但是在試作進行中途因「陸軍航空本部兵器研究方針」的修正，而裁示將俯衝轟炸機與軍用偵察機合併為同一機種，而將俯衝轟炸當作Ki-51的主要用途。以大木喬之助為主體的開發團隊遵照指令書的要求，設計出採用了三菱製Ha 26 II引擎的單發動機、固定式起落架、低單翼的機體。
固定武裝為機翼內的2挺7.7 mm 機關槍（八九式固定機關槍），後座則裝備了1挺旋轉式7.7mm機關槍。不過機翼內的7.7mmm機槍在投入實戰之後、被批評在空戰以及對地攻擊時的威力均不足，所以從1943年起換裝為12.7mm機砲（ホ103 一式十二・七粍固定機関砲）。炸彈則可以搭載200 kg（12 kg×12或是50 kg×4）。因為任務性質上是低空飛行來進行地面攻擊，所以受到地面部隊的反擊機會很高，所以從一開始就仔細考慮到防彈裝備的配置。11號機(增加試作機)在引擎下方、駕駛座下方、機身下方、背面以及中央翼下方均使用6mm的防彈鋼板來保護。另外油箱則使用了包覆了橡膠的自封式防漏油箱。
試作機的測試結果飛行性能與操縱性均相當良好，但是機體的震動與著陸時的失速特性不佳這些問題也被指出來，而在量產型则修正了主翼前緣部分而得到解決。1940年（昭和15年）5月被制式採用為九九式襲擊機。因為當時陸軍對於皇紀2600制式採用的兵器命名方式還沒有定案，所以和前一年度一樣被稱作「九九式」。
另外本機在生產過程變更一部分規格，就可以變為軍用偵察機，而這個型式則被制式採用為九九式軍偵察機。這款衍生型式拆除了後座的副駕駛裝置與防彈鋼板，設置了可以從機身下方、側面開啟的小窗進行空中攝影的照相機。為了因應這些規格的變更，機身內的炸彈收納空間就被取消了，炸彈則變更為掛載於主翼下方。因為此類軍用偵察機並非像司令部偵察機一樣是專用的偵查機，有時候也會被要求安裝炸彈進行攻擊任務。另外為了擴大視野，其座艙玻璃設計的比機身還要大。不過除了上述的一些配備的不同外，基本設計跟九九式襲擊機沒有不同。

## 基本資料
- 乘員：2人（前座駕駛員和後座機槍手）
- 機長：9.21米
- 翼展：12.1米
- 機高：2.73米
- 空重：1,873公斤
- 最重：2,920公斤
- 機翼面積：24平方米
- 最快速度：424公里/小時
- 航程：1,060公里
- 昇限：8,270米
- 發動機：三菱重工製風冷式發動機（950匹馬力）
- 武裝：機頭兩挺12.7毫米口徑Ho-103重機槍、後部一挺7.7毫米口徑機槍，可攜帶250公斤炸彈

## 實戰

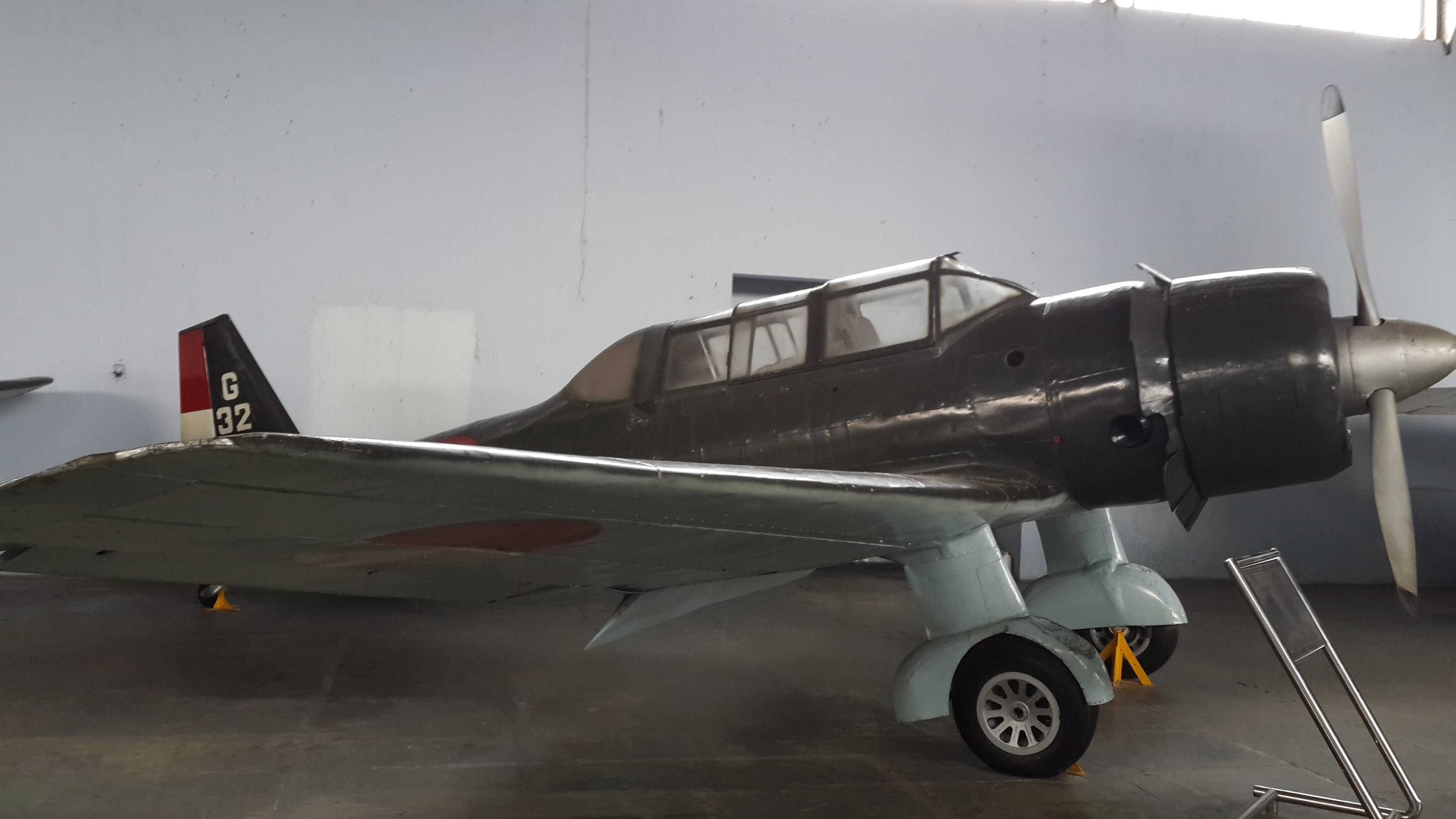
收藏於印尼空軍中央博物館的Ki-51，座艙蓋經過變更

九九式廣泛用於中國及東南亞戰場去執行對地攻擊和偵察，在戰爭末期也攻擊過美軍潛艇。戰爭末期部分機體經過改造可以搭載250kg炸彈，當作對艦攻擊機或是特攻機的例子也很多。
二戰結束，部分日軍遺留在當地的九九式有部分被當地武裝組織挪用。南北韓在分裂初期兩軍均有使用。中國人民解放軍在東北找到一批九九式，用於第7航空學校至1953年。此外，印度尼西亞人民軍也在印尼獨立戰爭使用過，之後移交博物館保存至今。

## 使用國家
- 日本
- 中华人民共和国[來源請求]
- 印度尼西亞

## 外部連結
- 三菱99式乙型襲擊機(Mitsubishi Ki-5l Sonia)[永久]